# Снятынка
Снятынка (укр. Снятинка) — село в Дрогобычской городской общине Дрогобычского района Львовской области Украины.
Население по переписи 2001 года составляло 924 человека. Занимает площадь 1,598 км². Почтовый индекс — 82155. Телефонный код — 3244.